# ألعاب مكابيه 1953

شعار ألعاب مكابيه 1953.

ألعاب مكابيه 1953 (بالعبرية:המכביה הרביעית) هي النسخة الرابعة من ألعاب مكابيه ولقد عقدت في عام 1953 في مدينة رامات غان، إسرائيل .
حضر 98 لاعب ولاعبة يمثلون 21 دولة. ولقد إفتتح الألعاب الرئيس الإسرائيلي إسحاق بن تسفي.
وشاركت 3 دول لأول مره هي : البرازيل وشيلي وزيمبابوي (روديسيا).

## الدول التي شاركت
| - الأرجنتين - النمسا - أستراليا - بلجيكا - البرازيل | - كندا - تشيلي - الدنمارك - فنلندا - فرنسا | - ألمانيا الغربية - الهند - أيرلندا - إسرائيل - إيطاليا | - هولندا - قالب:بيانات بلد روديسيا ونياسالاند - جنوب أفريقيا - سويسرا - تركيا | - المملكة المتحدة - الولايات المتحدة |

## روابط خارجية
- ملخصات لكل ألعاب مكابيه